# Par mínimo
En lingüística, un par mínimo es un par de palabras o frases de un idioma en particular que difieren únicamente en un rasgo. El concepto se usa sobre todo en fonología, y se refiere principalmente a una diferencia en un solo sonido, que por ello se puede interpretar como un fonema diferenciado. Por ejemplo, cana y gana son un par mínimo diferenciado por las consonantes /k/ y /g/. De la misma manera, peso y piso son un par mínimo diferenciado por las vocales /e/ e /i/. En muchos análisis fonológicos, la diferencia en al menos un sonido se interpreta como que las palabras deben diferir en al menos un fonema para poder tener asignados significados diferentes.

## Análisis de Trubetzkoy
En fonología, los pares mínimos son dos sonidos relacionados articulatoriamente que, si al cambiarse el uno por el otro hay cambio de significado, son dos fonemas distintos (Regla II de Trubetzkoy para la determinación de fonemas). En caso de que en un par mínimo no haya cambio de significado, se trata de alófonos.
De acuerdo con el análisis de Trubetzkoy si dos palabras constituyen un par mínimo (eg. gama - cama) entonces la representación fonológica de las palabras de dicho par difiere en al menos un fonema. A veces se dice que dichas palabras difieren exactamente en un fonema, aunque esto puede ser inexacto si dos o más fonemas se funden en un sonido (ver más adelante).

## Análisis moderno
La descripción de Trubetzkoy no es del todo rigurosa, ya que modernamente se considera que un fonema es una realidad mental abstracta y no una realidad sonora o articulatoria. Obviamente los fonemas tienen realización fonética, pero en sí mismos no son sonidos sino clases de equivalencia de sonidos.
En el análisis de Trubetzkoy adaptado, este análisis de fonemas abstractos implica que dos palabras de una lengua que son pares mínimos deben tener representaciones fonológicas subyacentes diferentes. Usualmente las representaciones fonológicas de un par mínimo, difieren en un solo fonema, pero podría pasar que difirieran en una secuencia de más de un fonema.
Podemos considerar un ejemplo abstracto con dos pares mínimos cuyas realizaciones fonéticas fueran {\displaystyle [\phi _{1}\phi _{2}\phi _{3}]\,} y {\displaystyle [\phi _{1}\phi _{4}\phi _{3}]\,}, que son pares mínimos por diferir en el (aló)fono usado en la segunda posición. Un análisis posible es que el inventario fonológico {\displaystyle (\{f_{1},\dots ,f_{n}\},{\mathcal {R}})} sea del tipo:

{\displaystyle {\begin{cases}/f_{1}f_{2}f_{3}/\to [\phi _{1}\phi _{2}\phi _{3}]&{\mathcal {R}}=\{/f_{k}/\to [\phi _{k}],k=1,2,3,4\}\\/f_{1}f_{4}f_{3}/\to [\phi _{1}\phi _{4}\phi _{3}]&\end{cases}}}

Pero también sería posible otro análisis en que {\displaystyle [\phi _{3}]\,} fuera el resultado de la realización conjunta de dos fonemas diferentes en ese contexto:

{\displaystyle {\begin{cases}/f_{1}f_{2}f_{3}/\to [\phi _{1}\phi _{2}\phi _{3}]&{\mathcal {R}}=\{/f_{k}/\to [\phi _{k}],k=1,2,3;/f_{2}f_{4}/\to [\phi _{4}],{\mbox{ante}}\ /f_{3}/\}\\/f_{1}f_{2}f_{4}f_{3}/\to [\phi _{1}\phi _{4}\phi _{3}]\end{cases}}}

Ambos análisis concuerdan en que le atribuyen representaciones fonológicas diferentes al par mínimo, pero qué análisis es más adecuado dependería de la lengua en cuestión y de la existencia de otros pares mínimos que sugieran qué conjunto de reglas es más razonable.
De hecho, el análisis de pares mínimos puede no determinar por completo el sistema fonológico. Es decir, cabe la posibilidad de que haya dos sistemas fonológicos {\displaystyle (F_{1},{\mathcal {R}}_{1})} y {\displaystyle (F_{2},{\mathcal {R}}_{2})}, siendo {\displaystyle F_{i}\,} el inventario y {\displaystyle {\mathcal {R}}_{i}} el conjunto de reglas que determinan su realización fonética, tales que den cuenta igualmente bien de todos los sonidos de la lengua.
- Datos: Q815955
- Multimedia: Minimal pairs / Q815955